# Доберлуг-Кирххајн
Доберлуг-Кирххајн (њем. Doberlug-Kirchhain) град је у њемачкој савезној држави Бранденбург. Једно је од 33 општинска средишта округа Елбе-Елстер. Према процјени из 2010. у граду је живјело 9.342 становника. Посједује регионалну шифру (AGS) 12062092.

## Географски и демографски подаци
Доберлуг-Кирххајн се налази у савезној држави Бранденбург у округу Елбе-Елстер. Град се налази на надморској висини од 97 метара. Површина општине износи 148,9 km². У самом граду је, према процјени из 2010. године, живјело 9.342 становника. Просјечна густина становништва износи 63 становника/km².